# Дейське
Дейське (рос. Дейское) — село у Терському районі Кабардино-Балкарії Російської Федерації.
Орган місцевого самоврядування — сільське поселення Дейське. Населення становить 4630 осіб.

## Історія
Згідно із законом від 27 лютого 2005 року органом місцевого самоврядування є сільське поселення Дейське.

## Населення
| 2002  | 2010  | 2012  | 2013  | 2014  | 2015  | 2016  |
| ----- | ----- | ----- | ----- | ----- | ----- | ----- |
| 4598  | ↗4630 | ↗4658 | ↗4678 | ↘4658 | ↗4672 | ↗4682 |
| 2017  | 2018  | 2019  | 2020  |       |       |       |
| ↗4693 | ↗4704 | ↗4734 | ↗4758 |       |       |       |